# ستان هوارد
ستان هوارد (بالإنجليزية: Stan Howard)‏ (1 يوليو 1934 في المملكة المتحدة - 1 يناير 2004) هو لاعب كرة قدم بريطاني في مركز الوسط. لعب مع برادفورد سيتي وهدرسفيلد تاون ونادي هاليفاكس تاون ونادي بارو.